# Francesca Sanna
Pour les articles homonymes, voir Sanna.
Francesca Sanna est une illustratrice italienne et autrice d'ouvrages jeunesse née en 1991 à Cagliari, en Sardaigne. Elle s'intéresse particulièrement aux thèmes de l'exil et de l'émigration, qu'elle développe notamment dans son album The Journey (2016), traduit en français Partir : au-delà des frontières, qui la fait connaître.

## Biographie
Née en 1991, Francesca Sanna grandit à Cagliari, où elle fait ses études secondaires. Elle obtient un diplôme en architecture à l'université de Cagliari, puis travaille dans un musée. Elle poursuit ses études dans le domaine de l'illustration et du design en Suisse ; elle passe par l'école universitaire professionnelle de Bâle et elle obtient en 2015 un master à l'École d’art et de design de Lucerne. Durant l'été 2014, elle fait un séjour d'études à la School of Visual Arts de New York,. Depuis, elle vit à Zurich.

## Activités littéraires

### The Journey
Elle prépare son travail de fin d'études sur les migrants, en menant des entretiens, projet qu'elle reprend dans son premier livre : The Journey, paru en 2016,. Ce livre est traduit en 2017 en français sous le titre Partir au-delà des frontières. Cet album évoque l'exil et le voyage d'une mère et ses enfants qui quittent leur pays, après la mort du père, pour trouver la sécurité. La narration est faite à la première personne et envisage le voyage du point de vue d'un enfant. Durant ce voyage qui rencontre une issue favorable, l'autrice souligne graphiquement le sentiment de sécurité apporté par la mère. The Journey remporte un prix spécial d'Amnesty International, le prix Klaus Flugge, ainsi que la médaille d'or de la Society of Illustrators (en) de New York. 
Le récit est traduit en quatorze langues. Amnesty International a conçu un guide d'exploitation pédagogique en portugais de l'album,.

### Autres livres
En 2018, l'artiste livre Me and my fears, l'histoire d'une enfant déracinée confrontée à ses angoisses lors de sa phase d'intégration dans un nouveau pays.  L'autrice explique qu'elle a choisi d'aborder cette problématique par le thème de peurs ressenties, ayant constaté lors de ses travaux préparatoires avec des enfants que la notion d'intégration menait à pointer du doigt les enfants concernés, parce que « dès que l'on aborde l'intégration, il devient impossible de la réaliser ».
En 2020, sur un texte de Patricia MacLachlan, elle signe My Friend Earth.

## Technique d'illustration
Francesca Scanna privilégie depuis ses débuts la composition de dessins à partir de collages, technique dont elle continue à s'inspirer lorsqu'elle utilise la composition numérique, ce qui donne des dessins dépourvus d'ombre. Elle matérialise les sentiments en jouant sur la taille des différents éléments de ses illustrations, et en recourant volontiers aux couleurs blanches ou noires. Dans Ma peur et moi, elle représente ainsi la peur sous la forme d'une bulle blanche pour indiquer le côté potentiellement positif de cette peur, qui est aussi une peur du manque de reconnaissance, peur du vide, ce qui n'empêche la bulle de devenir de plus en plus grande au fur et à mesure que cette peur s'accroit.

## Œuvres
- (en) The Journey, Flying Eye Books, Londres, 2016  (ISBN 978-1-909263-99-4)
- (en) Me and My Fear, Flying Eye Books, Londres, 2018
- (en) My Friend Earth, texte de Patricia MacLachlan, Chronicle Books, 2020

### En français
- Partir au-delà des frontières, Gallimard Jeunesse, 2017  (ISBN 978-2-07-059991-2)
- Ma peur et moi, Éditions du Ricochet, 2020  (ISBN 978-2-35263-283-2)

## Prix et distinctions
- 2016 : 
  - médaille d'or de la Society of Illustrators (en) pour The Journey ;
  - prix des libraires catalans Llibreter album illustré  pour The Journey  (El viaje)[14].
- 2017 : 
  - Amnesty CILIP Kate Greenaway Honor - prix spécial d'Amnesty International pour The Journey ;
  - prix Klaus Flugge pour The Journey.
  - Finaliste Médaille Kate-Greenaway [15] pour ses illustrations de The Journey (auteure du texte également)